# Aulacodes nephelanthopa
Aulacodes nephelanthopa là một loài bướm đêm trong họ Crambidae.